# Roses Are Red (chanson d'Aqua)
Singles de Aqua
Itzy Bitsy Spider
(1995) My Oh My
(1997)
Pistes de Aquarium
Lollipop (Candyman) Good Morning Sunshine
Roses Are Red est une chanson de genre bubblegum dance du groupe scandinave Aqua, qui est sortie en 1996 en tant que premier single de l'album Aquarium.

## Clip Vidéo
- Réalisateur : Kristian Bjarke, Kear & Peter Hjors
- Année de réalisation : 1996
- Lieu : Copenhague (Danemark)
- Durée : 03:51
- DVD : Aqua The Diary & Aqua The Video Collection

- Description :

Première vidéo d'Aqua, celle-ci met en scène deux décors différents, le premier est un espace blanc vidé de tout décor où on voit la bande d'Aqua chanter tandis que le second est une boîte de nuit. Le scénario est le suivant : un groupe de jeunes mecs au style intello sortent en boîte de nuit. Au début, ces derniers sont coincés et n'osent aller danser mais lorsqu'ils se mettent à boire une boisson du nom d'Aqua, ces derniers se lâchent et finissent par se comporter comme tout le monde et vont danser avec les bimbos de la boîte. La scène est de temps en temps coupée par des images de la bande Aqua qui interprète la chanson dans un espace épuré de tout décor.

## Liste des pistes
- CD maxi

1. Roses Are Red (Radio Edit) - 3:43
2. Roses Are Red (Original Version) - 3:43
3. Roses Are Red (Extended Version) - 5:53
4. Roses Are Red (Club Version) Remix – Hartmann & Langhoff - 7:00
5. Roses Are Red (Club Edit) Remix – Hartmann & Langhoff - 4:14
6. Roses Are Red (Disco 70' Mix) - 3:17
7. Roses Are Red (Radio Instrumental)	- 3:44

- CD single

1. Roses Are Red (Radio Edit) - 3:43

- 12" club version - UK

1. Roses Are Red (Club Version) - 7:00
2. Roses Are Red (Club Edit) - 4:14
3. Roses Are Red (Disco 70' Mix) - 3:17

- Roses Are Red (Svenstrup & Vendelboe Remixes) - 2017

1. Roses Are Red (Svenstrup & Vendelboe Remix Edit) - 3:22
2. Roses Are Red (Svenstrup & Vendelboe Remix) - 5:22
3. Roses Are Red (Original Version) - 3:43
4. Roses Are Red (Instrumental) - 3:42

## Classements
- Danemark: 1 (2 semaines) (semaines dans les charts: 22)
- Norvège: 2 (semaines dans les charts: 15)
- Suède: 5 (semaines dans les charts: 19)